# باتريك سويزي
باتريك سويزي (18 أغسطس 1952 - 14 سبتمبر 2009)، ممثل ومغني راقص ومنتج وكاتب أغنية أمريكي.

## حياته
وُلد باتريك واين سويزي في 18 آب/ أغسطس عام 1952 في هيوستن- تكساس، وهو الطفل الثاني لباتسي سويزي، الراقص ومصمم الرقصات ومدرب الرقص، والرسامة الهندسية جيسي واين. لديه اثنان من الأخوة الأصغر سنًا منه هما الممثل دون وشون مايكل، بالإضافة إلى شقيقتين هما فيكي لين وبامبي.
عاش حتى سن العشرين في مدينة أوك فورست، وارتاد مدرسة سانت روز الابتدائية ومدرسة بلاك الإعدادية ومدرسة والتريب الثانوية. شارك خلال تلك المدة في العديد من النشاطات الفنية والرياضية كالتزلج على الجليد والباليه والمسرحيات المدرسية، كما لعب كرة القدم في مدرسته الثانوية وكان يأمل الحصول على منحةٍ دراسيةٍ لكرة القدم، إلّا أنّ إصابة قدمه أنهت مسيرته تلك.
في نفس الوقت تعلم ممارسة فنون الدفاع عن النفس كالتايكواندو والووشو والآيكيدو، وانتقل إلى مدينة نيويورك لاستكمال التدريب الرسمي في مدرستي هاركنس وجوفيري للباليه.
كان أول ظهورٍ له كراقص في Disney on Parade، تلاه ظهوره كبديلٍ لداني زوكو في إنتاج برودواي لـ Grease قبل لعبه أول دورٍ سينمائي له مجسدًا شخصية آيس في فيلم Skate town
ظهر بدور الجندي ستورجس في M*A*S*H في حلقة Blood Brothers عام 1981 وكذلك في الفيلم التلفزيوني Return of the Rebels في ذات العام، وشارك بعد ذلك بحوالي السنتين في السلسلة التلفزيونية القصيرة The Renegades بدور زعيم عصابةٍ يدعى بانديت.
أصبح سويزي معروفًا في عالم السينما بعد ظهوره في فيلم The Outsiders عام 1983، ولم تتوقف نجاحات هذا العام على ذلك، بل ظهر برفقة جين هاكمان في فيلم الإنقاذ Uncommon Valor،  وفي العام التالي اجتمع سويزي وهويل وصديق هويل، دارين دالتون، في فيلم Red Dawn. أمّا عن نجاحه التلفزيوني، فكان عام 1985 في مسلسل North and South والذي يُصوِّر فترة الحرب الأهلية الأمريكية.
كانت انطلاقته الكبرى عند ظهوره كمدرب الرقص جون كاسل في فيلم Dirty Dancing عام 1987 إلى جانب النجمة جينيفر غراي. هذا الفيلم الذي كان من المقرر أن يتم عرضه لأسبوعٍ واحد في المسارح ثم يتم إطلاقه، وكان من المتوقع ألّا يحصد الفيلم الكثير من الشهرة نتيجة ضعف الميزانية المتاحة له، إلّا أنّه حطّم كل تلك التوقعات محققًا نجاحًا دوليًا هائلًا، فكان أول فيلمٍ يُباع منه حوالي مليون نسخة، وتجاوزت أرباحه حوالي 214 مليون دولار في جميع أنحاء العالم، كما أُنتجت عدة إصداراتٍ بديلة بدءًا بالسلاسل التلفزيونية وصولًا إلى ألعاب الحاسوب، وترشح سويزي لجائزة الغولدن غلوب لدوره.
غنى سويزي أغنية She's Like the Wind برفقة ستايسي ويديليتز في فيلم Grandview, U.S.A عام 1984 وحققت الأغنية المركز الرابع بين الأغاني العشر الأكثر رواجًا في تلك الفترة.
بعد النجاح الذي حققه، ظهر في العديد من الأفلام منها Road House و Ghost خلال عامي 1989 و1990. وتم اختياره في عام 1991 كأكثر الرجال جاذبيةً من قبل مجلة People.
شارك عام 2003 بإنتاج فيلم One Last Dance والذي تألّق فيه برفقة زوجته الحقيقية ليزا نيمي ونخبةً من الفنانين الموهوبين.
سقط عام 1998 عن الحصان أثناء تصوير فيلم HBO's Letters في كاليفورنيا، وأُصيب بجروح ٍخطيرة، كما كُسرت إحدى ساقيه وتمزقت أربعة أوتاٍر في كتفه، فاضطروا إلى إيقاف التصوير لشهرين حتى استعاد عافيته، وقد بُثّ الفيلم عام 1999.
ظهر عام 2001 في الفيلم الشهير Donnie Darko. كما شارك بيلي بوب ثورنتون وتشارلز ثيرون عام 2002 في بطولة Waking Up in Reno، وشارك بدور آلان في King Solomon's Mines.
شارك بعرضٍ مسرحي آخر على مسرح برودواي في 27 تموز/ يوليو 2006 في Guys and Dolls بدور ناثان ديترويت إلى جانب نيل جيرزاك، في حين كان حضوره السابق على مسرح برودواي في كل من Goodtime Charley و Chicago.
لعب دور نجم روك في السلسلة Powder Blue عام 2008 لتكون أول مشاركةٍ له مع شقيقه الأصغر دون. وقد تألّق في دوره النهائي كوكيل مكتب تحقيقات فيدرالي يدعى تشارلز باركر في مسلسل The Beast والذي صُوّر في شيكاغو.
شُخِّصت إصابة سويزي بسرطان البنكرياس أثناء تصويره للحلقة الأولى من السلسلة، إلّا أنّه تابع عمله بينما يتلقى العلاج. وصدرت السلسلة في 15 كانون الثاني/ يناير 2009، لكن نظرًا لتدهور حالته الصحية لم يتمكن من المتابعة والترويج للعرض، لذا تم إيقاف عرض السلسلة في أوائل حزيران/ يونيو 2009 بسبب التقييمات السيئة له.
مُنح نجمة الشهرة في هوليوود لمساهماته في صناعة السينما وذلك عام 1997.

## حياته الخاصة
التقى سويزي بليزا نيمي عام 1970، عندما كان يبلغ 18 عامًا من العمر بينما كانت ليزا تبلغ 14 عامًا، إذ كان يتابع دروس الرقص مع والده، وتزوجا بتاريخ 12 حزيران/ يونيو 1975 واستمر زواجهما قرابة 34 سنة. وقد ذكر سويزي في إحدى مقابلاته عام 2008 أن نيمي شكلت مصدر إلهامه لأغنية She's Like the Wind.
كان لديه شغفٌ بالبحث في جميع المعتقدات الدينية الأخرى وتعلم الكثير عنها. وبدأ في عام 1990 علاجًا لإدمانه على الكحول، كما انسحب من الأعمال التجارية وبدأ بتربية الخيول واشتُهر بحبه لحصانه «تامين» وهو أحد الخيول العربية الكستنائية.

## المرض
في أواخر كانون الأول/ ديسمبر 2007 وبعد تصوير الحلقة الأولى من دوره في The Beast، بدأ سويزي يعاني من آلامٍ في معدته نتجت عن إصابته بانسدادٍ في القنوات الصفراوية، وبعد ثلاثة أسابيع في منتصف كانون الثاني/ يناير 2008 شُخِّصت إصابته بالمرحلة الرابعة من سرطان البنكرياس، وسافر إلى المركز الطبي للعلاج الكيميائي في جامعة ستانفورد للعلاج.
وفي الخامس من آذار/ مارس 2008 صرحت وكالة الأنباء رويترز بأنه يستجيب للعلاج بشكلٍ جيد، وأكد طبيبه أن ما يُشاع حول وفاته الوشيكة عارٍ عن الصحة تمامًا، واستمر سويزي بمواصلة مسيرته المهنية بنشاط.
نشرت العديد من الصحف في أوائل أيار/ مايو 2008 خضوعه لعمليةٍ جراحيةٍ لإزالة جزءٍ من معدته بعد انتشار السرطان فيها، وبأنه قد كتب وصيته ونقل ملكيته لزوجته. وفي بيانٍ أدلى به سويزي بتاريخ 28 أيار/ مايو قال إنّه يواصل الاستجابة بشكلٍ جيد للعلاج في المركز الطبي بجامعة ستانفورد. وفي أواخر أيار 2008 شوهِد في ملعب كرة السلة في لوس أنجلوس وكان ذلك ظهوره الأول منذ تشخيص مرضه.
في أواخر تموز/ يوليو 2008 أي بعد ستة أشهر من التقارير التي قدمها الأطباء بأن لديه عدة أسابيع فقط ليعيش، أدلى سويزي بتصريحٍ لأحد المراسلين في لوس أنجلوس يقول فيه: «أنا أطبخ، إنني معجزة يا صاح ولا أعرف لماذا». بينما كان قد صرح في الشهر السابق لذلك بأنّ علاجه يعمل وبأنّه ينتصر في معركته.
ظهر في أيلول/ سبتمبر من نفس العام على عدة شبكاتٍ إعلامية يناشد الناس التبرع لمرضى السرطان، وفي كانون الأول/ ديسمبر ظهر لينفي كل الشائعات حول انتشار السرطان في كبده. وفي مقابلةٍ له مع باربارا والتزر بُثت في كانون الثاني/ يناير 2009، اعترف بوجود كتلةٍ سرطانيةٍ صغيرة الحجم في كبده، وعندما سألته والتزر فيما إذا كان يستخدم أي علاجٍ آخر غير الكيميائي أجاب بأنّه يستخدم بعض الأعشاب الصينية.

## وفاته
في 9 يناير 2009، نُقل سويزي إلى المستشفى بسبب التهاب رئوي. قيل أن الالتهاب الرئوي كان من مضاعفات العلاج الكيميائي لمرض السرطان الذي أصيب به. في 16 يناير خرج من المستشفى للراحة في المنزل مع زوجته. في 19 أبريل 2009، أبلغ الأطباء سويزي أن السرطان قد انتشر مرة أخرى إلى الكبد. كان سويزي مدخنًا شرهًا لمدة 40 عامًا، وقد اعترف ذات مرة أنه يدخن 60 سيجارة يوميًا. وذكر أن تدخينه المتكرر ربما «له علاقة» بتطور مرضه، واستمر في تدخين السجائر حتى أثناء خضوعه للعلاج من السرطان.
توفي سويزي وكانت أسرته إلى جانبه في 14 سبتمبر 2009 عن عمر يناهز 57 عامًا. وكانت وفاته بعد 20 شهرًا من تشخيص إصابته بالسرطان. أكد وكيل أعمال سويزي لشبكة سي إن إن أنه توفي بسبب سرطان البنكرياس. حرقت جثته ونثر رماده على مزرعته في نيو مكسيكو.

## مواقع خارجية
- باتريك سويزي على موقع IMDb (الإنجليزية)
- باتريك سويزي على موقع ميتاكريتيك (الإنجليزية)
- باتريك سويزي على موقع الموسوعة البريطانية (الإنجليزية)
- باتريك سويزي على موقع روتن توميتوز (الإنجليزية)
- باتريك سويزي على موقع مونزينجر (الألمانية)
- باتريك سويزي على موقع ألو سيني (الفرنسية)
- باتريك سويزي على موقع ميوزك برينز (الإنجليزية)
- باتريك سويزي على موقع تيرنر كلاسيك موفيز (الإنجليزية)
- باتريك سويزي على موقع أول موفي (الإنجليزية)
- باتريك سويزي على موقع بوكس أوفيس موجو (الإنجليزية)